# まんぐり返し
まんぐり返し（まんぐりがえし）は、クンニリングスや深い性交を行うことを目的に、仰向けになった女性の両脚を男性が両手で持ち上げ女性の頭の方に持って行き恥部が持ち上げられた状態にすること。
男性が行われる場合はちんぐり返しとも呼ばれる。プロレスにおいてはエビ固めを取られた際の体勢でもあるため、試合形式や使用者によっては状況説明としてこの名称が使用される場合もある。類似技にはずかし固め（NEOマシンガンズ式）。